# Protreptik
Protreptik (græsk: πρότρεψις) var et program på de græske ledelsesakademier, Platons akademi og Lykeion, i det antikke Grækenland, drevet af filosoffer som Aristoteles, og af retorikere som Isokrates, fra ca. 400 f.Kr. Aristoteles' værk om protreptikken, "Protreptikós eis ten philosophían", "Inspirere til filosofi" , ligger tidligt i forfatterskabet.
Ordet "protreptik" betyder "at vende et menneske mod sig selv", af verbet trépo, det samme ord som trope. For grækerne var livets mål eudaimonía, en forening af psykisk og fysisk lykkefølelse, og kun den, der virkeliggør bystatens værdier i sig eget liv, kan opnå denne tilstand. Som Aristoteles skriver i Den nikomakhæiske etik, er målet for den praktiske filosofi at lære den enkelte, at det optimale er at gøre det gode for det godes egen skyld, ikke af pligt eller ud fra refleksion, men af ren og skær tilbøjelighed. Dette kræver en særlig hexis eller ethos.
Grækerne opfattede samfundet og mennesket som gensidigt analogiske: Det gode menneske afspejles i det gode samfund. Dette er kernen i Platons berømte dialog Staten.[kilde mangler]
”Det var vigtigt at datidens ledere havde en høj grad af etik, da der ikke var institutionelle rammer som afgrænsede deres magtbeføjelser."[kilde mangler]
Grundprincippet er:
 ”At vende folk mod deres grundholdninger og tvinge dem til at kigge på deres egne magtbeføjelser og kriterierne for det gode liv”.[kilde mangler]

## Det filosofiske grundlag
Det filosofiske grundlag er Platons og Aristoteles' dialektiske filosofi og argumentationslære, men elementet af argumentatorisk kappestrid - som det findes i Aristoteles' argumentations-metodologiske værk, Topikken, er i protreptikken erstattet af en steng ethos, der handler om at bistå det andet menneske i at befri sig selv, i at blive herre i eget hus . Siden antikken og op til midten af 1800-tallet har en stor del af de betydningsfulde filosoffer skrevet protreptikker, små og store anvisninger til at ære sig selv næst efter gud (homoiousios) (som Platon opfordrede til i dialogen "Lovene") ved at forme sit liv i det godes billede, og i dyb respekt for fællesskabet. Protreptikkens mest betydningsfulde rolle er dens forvandling til den naturretslige diskurs fra barokken. Der går en lige linje fra den antikke protreptik til The Founding Fathers. Hugo Grotius, Thomas Hobbes, Spinoza, Samuel Pufendorf, John Locke, Leibniz og Rousseau er protreptikere – den sidstes "Bekendelser" kan betragtes som et protreptisk værk. Selv Frederik den Store af Preussen forsøgte gennem et samarbejde med Voltaire at skrive en protreptik som et manifest mod Machiavelli – de blev dog uvenner. Begrebet "mentor" stammer fra denne tradition, da biskoppen François Fénelon, formynder for Solkongens barnebarn, den kommende konge, i 1699 publicerede en protreptik, "Ulysses' søn Telemachos' eventyr", hvor Mentor er en socialkritisk vismand. Bogen blev den mest solgte i 1700-tallet, i utallige oversættelser, og ca. 1750 er ordet "mentor" et substantiv på engelsk.
Phrónesis
Et kernebegreb i protreptikken er phronesis, som Cicero oversætter med "prudentia" og "sapientia" (klogskab og visdom), men som i dag ofte misvisende identificeres med 'praktisk visdom' (eng. "practical wisdom") i betydningen "snuhed", der hos Aristoteles ville hedde "métis", altså erfaringsbaseret, strategisk klogskab. "Phronesis" er derimod det refleksive grundlag for en normativ baseret handling, der udspringer af værdier, og gennem praksis i den konkrete begivenhed lærer dens udøver disse værdier bedre at kende. Den proces kalder Aristoteles hexis eller ethos", det er i bedste fald en positiv læringsspiral, der aldrig ender. Man kan derfor kalde phrónesis for en "normativ begivenhedssans" - sådan som Ole fogh Kirkeby gør. "Phrónesis" er grundlalet for de to kernebegreber i vestlig filosofi, "praktisk fornuft" og "dømmekraft", selvom det sidste ord også har andre, græske rødder, og i den kantianske tradition identificeres med æstetisk sans.
Ole Fogh Kirkebys undersøgelse af begrebet
Den danske filosof Ole Fogh Kirkeby (f. 1947) har siden århundredeskiftet undersøgt begrebet protreptik og videreudviklet det græske koncept ud fra den idé, at ordene er klogere end begreberne. Han har udviklet protreptikken til en moderne ledelsesdisciplin og også til en terapi. I den forstand er det protreptiske projekt parallelt til Jungs, idet forståelsen af selvet er målet. Denne fortolkning indsætter sig i traditionen fra Herder og Humboldt. Dens fokus er aksiologisk og etymologisk. Siden det er muligt at rekonstruere grundlaget for de indoeuropæiske sprog ved at "vende sproglovene" om, gives der adgang til rødder for langt de fleste ord, rødder, hvis lydbillede ikke kan tilskrives auditiv, ikonisk valør, men hvor adgangen til kognaterne, til de rod-beslægtede ord, er en guldgrube for forståelsen af erfaringens, følelsens og tankens netværk, og til dens basis i praksis . manifesteret igennem plastiske metaforer. Roden *pri- f.eks. giver vore begreber "frihed", "fred", "færdne", Odins hustru "Frigg", og betyder på keltisk og tysk "beskyttet af sine egne "- den sidste betydningsdimension præsenterer os for et ansvarsbetonet frihedsbegreb. Ordet "ordentlig" - som så mange ledere og mennesker generelt gerne vil have sat på sig, kommer af roden "ar", der giver kognater som "armour", "art", og "harmoni", men som de fleste ord går tilbage til en praksis, nemlig til snedkerarbejde, idet denne rod også findes i kognaterne "harmos" på græsk, "hængsel" og i "arthritis", "leddegigt", da den refererer til det, at tilpasse en dør så den svinger ubesværet op og i. Et fundamentalt billede for at være herre i sit eget hus. En bevidsthedstilstand, der er protreptikkens mål, og som netop opnås ved, at et menneske forstår hvorfor det bruger de ord, det nu vælger at bruge; og hvilke værdier, det herigennem virkeliggør.
Ifølge Kirkeby er det afgørende i den protreptiske samtale den fælles analyse af et ords forhold til de forestillinger, metaforer og værdier, det refererer til. "Generøsitet" refererer etymologisk til det, at blive til (genese, genealogi, gener), og betyder da, i Ciceros anvendelse af det, gennem sine handlinger at vise, at man er af ædel byrd. Ordets rette synonym på dansk er da "ædelmod". Således refererer generøsitet både til det gode og til det retfærdige, men ethvert menneske udformer denne reference specifikt i sit liv i form af sin forpligtethed og konsekvens. Ved at besinde sig på sit forhold til sådanne værdier, afslører et menneske for sig selv hvem det er, og konfronterer dermed sine muligheder for hvem det kan blive. Værdier er anonyme, de tilhører virtuelt enhver, men i vores måde at virkeliggøre dem på, viser vi langt mere, hvem vi er end gennem det biografiske materiale, der i form af selv-fortællingernes nær-uendelighed blot underordner os det uvedkommende almene, som vi fejlagtigt forstår som individualitet. Protreptikken tager dermed afstand fra psykologisk terminologi af både common sense karakter og som professionelt vokabular. Kirkebys fokus på ordene skal forstås ud fra den erkendelsesteoretiske forudsætning, som han kalder auto-onomatopoiesis. Dette begreb, som foregribes kort og præcist af Epikur (Brevet til Herodot 75-76), afspejler det forhold, at mennesket bruger sproget til at artikulere sin relation til verden som formet af interaktion. Verden virker i os gennem smerte og glæde, og stemmen transformerer denne erfarede virkningssammenhæng til særlige koder. Dette dokumenteres sprogvidenskabeligt af det faktum, at verbet var tidligere end substantivet. Man må også bemærke, at et spædbarns repertoire af lyde er langt rigere end dem, der indgår i noget sprog. Et givet sprog betyder altså, idet det gør den mentale virkelighed manifest og social, en indskrænkning af vore udtryksmuligheder. Dog er intet ord tilfældigt, men givet gennem kroppens interaktion med verden. Saussure havde fundamentalt uret. Vi kan således gennem studiet af vor egen idiolekt pejle os ind på, hvem vi måske er, ligesom vore handlinger ubarmhjertigt peger i samme retning, hvis vi vover at erkende deres etiske og moralske betydning.
Gennem menneskehedens udvikling formes vore artikulationsmuligheder lokalt, vi fanges i klaners og stammers idiom, og dermed formes sproget af de magtstrukturer, der hersker mellem mennesker. Således kan det mangetydige begreb "det ubevidste" forstås som som et betydningsregime, der kan aktiveres, men også virker gennem det faktum, at intet menneske nogensinde siger et ord tilfældigt. Det ubevidste opfattes dog ikke af proteptikken som et "sprog" i Lacan's forstand, fordi sproget er forbundet med translokutionaritetens begreb (jeg ved først. hvad jeg mener, når jeg hører, hvad jeg selv siger), med det vilkår af stemmens fysiske faktum er betingelsen for meningens og betydningens, det "a-materielles" virkelighed.

## Protreptik i Danmark
I Danmark blev protreptikken genoplivet af Ole Fogh Kirkeby. Andre vigtige personer er Maibritt Isberg Andersen, Michael Højlund Larsen, Kim Gørtz, Mette Mejlhede og Pia Orloff Houmark . Ole Fogh Kirkeby har blandt andet skrevet om protreptikken i bøger som Proteprik - coaching og ledelse . Desuden har flere af de andre danskere omsat protreptikken til praksis med bøgerne Erfaringer med protreptik  og Den protreptiske samtale , samt Protreptik i praksis. Herunder har Pia Orloff Houmark skrevet bogen Den kierkegaardske samtalesløjfe.

## Kritik
Nogle internationale kritikere stiller spørgsmålstegn ved, hvorvidt protreptik faktisk er praktisk anvendelig i konkrete situationer og for mennesker med forskellige baggrunde og livsudfordringer. I Danmark er der er dog lavet praktiske introduktioner til protreptik.

### Dansksproget litteratur
- Andersen, Maibritt Isberg (2014): Den protreptiske samtale. ZTRONG. ISBN 9788799615926
- Andersen, Maibritt Isberg (2020): Erfaringer med protreptik. Content. ISBN 9788793607408
- Gørtz, Kim. Filosofisk tænkning i coachpraktikken: Menneskesyn, teorihorisonter og kritiske applikationer. BoD–Books on Demand, 2019.
- Gørtz, Kim (2020): Den protreptiske julekalender. Når nisser spørger til menneskelivet. Books on Demand
- Gørtz, Kim (2020): Protreptik for viderekomne. Books on Demand

- Helth, Poula & Ole Fogh Kirkeby (2007): Menneske og leder. Børsens Forlag. ISBN 9788750044383
- Houmark, Pia Orloff (2017): Den kierkegaardske samtalesløjfe. København: Dansk Psykologisk Forlag. ISBN 978-87-7158-556-8
- Kirkeby, Ole Fogh (2016): Begivenhedsledelse og handlekraft. København: Børsens Forlag. ISBN 9788776643010
- Kirkeby, Ole Fogh et al (2008): Protreptik – filosofisk coaching i ledelse. København: Samfundslitteratur. ISBN 9788759313558
- Kirkeby, Ole Fogh (2016): Selvindsigt og samtalepraksis. Samfundslitteratur, ISBN 978-8759325070
- Kirkeby, Ole Fogh (2017): Ordet er sjælens spejl. Gyldendal. ISBN 9788702226515
- Larsen, Peter, and Niels Jægerum. "Det protreptiske lederskab: ledelse med filosofisk kant." Det postmoderne lederliv 1.1 (2012): 66-73.
- Mejlhede, Mette & Kim Gørtz (2015): Protreptik i praksis - få væsentlige samtaler til at lykkes. København: Djøf. ISBN 9788757434552

### Engelsksproget litteratur
- Kirkeby, Ole Fogh: The New Protreptic. The Concept and the Art. Copenhagen: CBS Press 2009. ISBN 9788763002332